# 沈晨
沈晨（1990年7月28日—），江苏南京人，中国女子击剑运动员，2014年亚洲运动会女子佩剑团体银牌得主和女子佩剑个人金牌得主、2015年世界击剑锦标赛女子佩剑个人铜牌得主。